# Albert Mangelsdorff

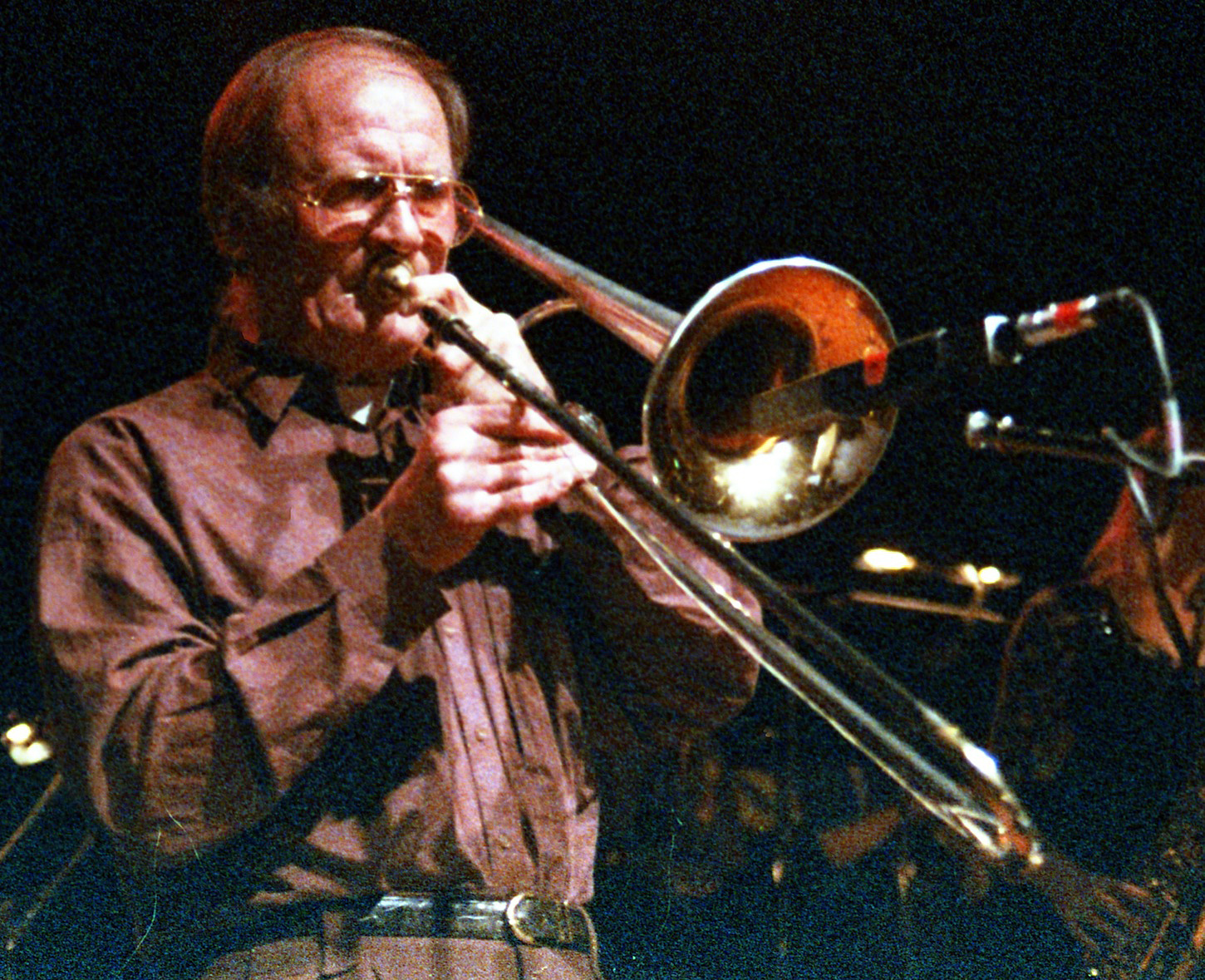
Albert Mangelsdorff 1992 in Braunschweig

Albert Mangelsdorff (* 5. September 1928 in Frankfurt am Main; † 25. Juli 2005 ebenda) war ein deutscher Jazz-Posaunist. Er verlieh dem Posaunenspiel im Jazz mit seiner Mehrstimmigkeit – den „Multiphonics“ – neue Aspekte und gilt als ein innovativer und bedeutender Vertreter seines Instruments im Jazz.

## Leben
Albert Mangelsdorff wurde als Sohn eines Frankfurter Buchbinders geboren. Durch seinen älteren Bruder Emil Mangelsdorff bekam er Kontakt zum Jazz. Er besuchte den Frankfurter Hot Club, in dem heimlich der von den Nationalsozialisten verbotene Jazz gespielt wurde, und erlernte bei seinem Onkel in Pforzheim Violine sowie Harmonielehre und allgemeine Musiktheorie. Daneben brachte er sich autodidaktisch das Gitarrespielen bei. Seine Karriere als Berufsmusiker begann im Nachkriegsdeutschland 1947 als Rhythmusgitarrist in der Otto-Laufner-Bigband, mit der er vorwiegend in den Clubs der US-Army spielte. Ab 1947 nahm er dann Posaunenunterricht bei Fritz Stähr, dem Soloposaunisten der Frankfurter Oper.

### 1950er Jahre
Mangelsdorff spielte Gitarre und Posaune, bis er sich mit Mitte zwanzig endgültig für die Posaune entschied. 1953 ging er zur Hans-Koller-Band und wechselte 1955 aus finanziellen Gründen für zwei Jahre zum Radio-Tanzorchester des Hessischen Rundfunks. Am 2. Dezember 1955 fand in der Heidelberger Stadthalle ein großes Jazz-Konzert mit Mangelsdorff statt, organisiert von Fritz Rau, dem späteren verantwortlichen Konzertorganisator der Deutschen Jazz-Föderation. Ein besonderes Ereignis war für Mangelsdorff der erste Auftritt nach dem Krieg in Polen: Mit den Frankfurt All Stars gab er 1957 ein Konzert im Rahmen des Internationalen Festivals in Sopot, dem sich eine Konzertreise durch Polen anschloss. Organisiert hatte diese Konzerte Werner Wunderlich, der seit seiner Zeit als polnischer Kriegsgefangener freundschaftliche Beziehungen zu Polen unterhielt. Im gleichen Jahr übernahm Mangelsdorff die musikalische Leitung des aus den Frankfurt All Stars hervorgegangenen hr-Jazzensembles; mit dieser Gruppe machte er bis 2005 monatlich regelmäßig Aufnahmen für den Hörfunk. Eine Einladung zum Newport Jazz Festival 1958 mit der International Youth Band von Marshall Brown gab dann seiner Entwicklung einen wichtigen Impuls. Die Gespräche mit den tonangebenden Jazzmusikern der Welt förderten seinen Entschluss, sich eine eigene Stimme, einen persönlichen Klang zu erarbeiten. 1965, 1967 und 1969 wurde er erneut zum Newport Jazz Festival eingeladen. Bald wurde er international anerkannt.

### 1960er Jahre
Das 1961 neu formierte Albert Mangelsdorff-Quintett mit Günter Kronberg (as, brs), Heinz Sauer (ts, ss), Günter Lenz (b) und Ralf Hübner (dr) versuchte die Emanzipation der europäischen Jazzmusik vom damals dominanten US-Jazz. Als Beispiele gelten die Aufnahmen Tension (1963) und Now Jazz Ramwong (1964). Letztgenannte Platte war die erste deutsche Aufnahme von Ethno-Jazz auf modaler Grundlage und entstand nach einer Asientournee im Auftrag des Goethe-Instituts. Das Quintett hatte maßgeblichen Einfluss auf die Entwicklung der Jazzszene in Deutschland; es tourte auch durch die USA und bestand in dieser Besetzung bis 1969.
Obgleich er zunehmend eine eigene Ausdrucksweise gewann, spielte er ab und zu mit großen deutschen Rundfunk-Jazzorchestern. Die modale Spielweise beeinflusste in dieser Zeit weiterhin seine Kompositionen und Improvisationen. Stand Mangelsdorff zu Beginn seiner Karriere noch unter dem Eindruck des Cool Jazz, wandte er sich Ende der 1960er Jahre immer stärker dem Free Jazz zu. Zu dieser Phase gehören die Zusammenarbeit mit dem Globe Unity Orchestra und Peter Brötzmann sowie die Verkleinerung von Mangelsdorffs Band 1969, die nun als Quartett weiterarbeitete. Über das Experimentieren mit neuen Spiel- und Klangmöglichkeiten entwickelte Mangelsdorff in dieser Zeit das mehrstimmige Spiel.

### 1970er Jahre

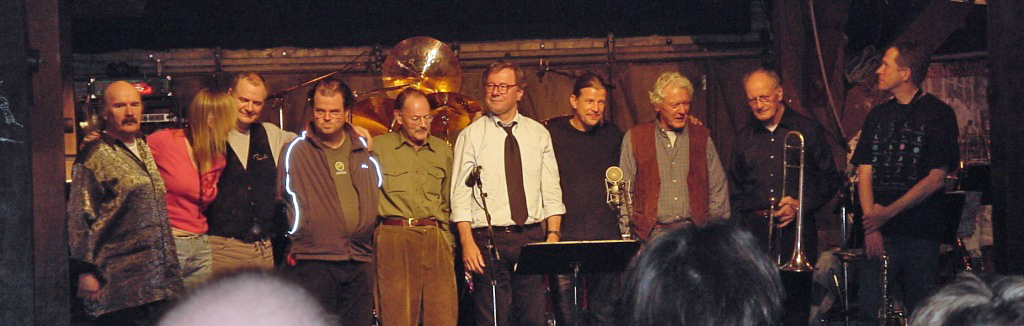
Mangelsdorff mit dem United Jazz + Rock Ensemble (2002)

Während eines Jazzfestivals anlässlich der Olympischen Spiele in München trat Mangelsdorff 1972 erstmals öffentlich ein ganzes Konzert hindurch als unbegleiteter Solist auf. Anschließend spielte er seine erste Solo-Platte Trombirds ein; die erste Soloaufnahme für ein Blechblasinstrument im Jazz. Mangelsdorff gab damit vielen Jazzmusikern die Perspektive, in Soloprojekten und -platten ihre Kreativität auszuloten. Neben Tourneen als Soloposaunist konzertierte Mangelsdorff mit einem Quintett, seit 1974 allerdings nur noch im Quartett oder Trio, das auf Buschi Niebergall (Bass) und Peter Giger (Schlagzeug, Perkussion) als Rhythmusgruppe zurückgriff. Allerdings gibt es nur eine Schallplattenaufnahme aus der Frühzeit dieser Gruppe (mit den Saxophonisten Heinz Sauer und Gerd Dudek; Birds of Underground, 1973). Mangelsdorff dokumentierte stattdessen (produziert von Joachim-Ernst Berendt) zahlreiche Projekte, u. a. mit Elvin Jones, Eddie Gomez, Palle Danielsson, Jaco Pastorius, Alphonse Mouzon oder mit dem Trio Barre Phillips, John Surman und Stu Martin. In diesem Jahrzehnt gestaltete er zusammen mit Max Schautzer eine regelmäßige Jazzsendung beim damaligen Deutschlandfunk. 1975 war Mangelsdorff Gründungsmitglied des United Jazz + Rock Ensembles, dem er bis zu dessen Auflösung Ende 2002 treu blieb. Anlässlich des Konzertabends zum 75. Geburtstag von Mangelsdorff in der Frankfurter Alten Oper (2003) kam dieses Ensemble nochmals zusammen. 1976 bis 1982 übernahm Mangelsdorff den Unterricht in Improvisation und Stilistik des Jazz an Dr. Hoch’s Konservatorium. Ende der 1970er Jahre nahm Mangelsdorff zusammen mit den Posaunisten Bill Watrous, Kai Winding und Jiggs Whigham an einem Trombone Summit teil, das 1980 für das deutsche Label MPS eine Plattenaufnahme machte.

### 1980 bis 2005

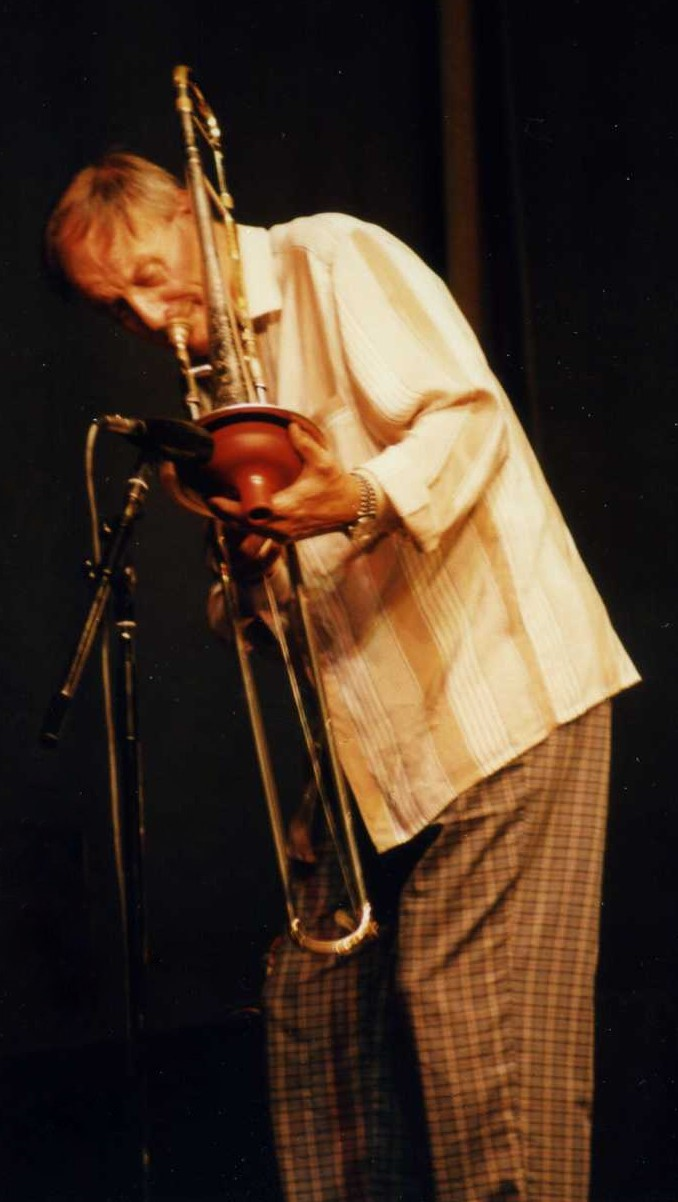
Albert Mangelsdorff (Münster 1987)

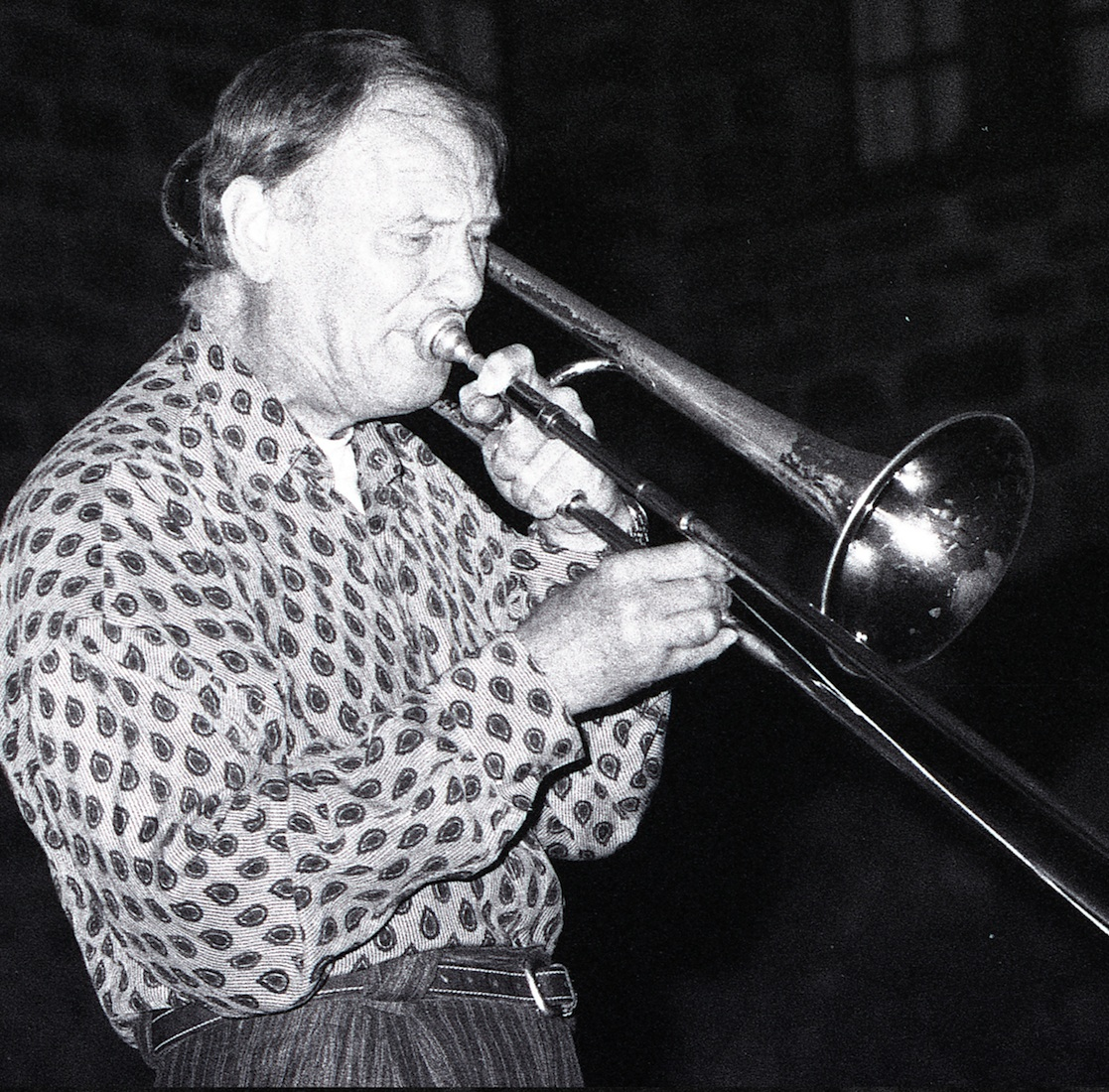
Albert Mangelsdorff im Solo-Konzert (Magdeburg 10. Juli 1992)

In den 1980er und 1990er Jahren trat Mangelsdorff vor allem im Solo, Duo und Trio auf. Seit 1981 nahm er Duo-Alben mit dem Pianisten Wolfgang Dauner auf. Auch mit dem Duo Eric Watson und John Lindberg gab er Konzerte. Teilweise erweiterte sich das Trio mit Ed Thigpen zum Quartett. Daneben spielte er mit Musikern aus der Klaus-Lage-Band, aber auch mit Peter Gigers Family of Percussion.
Sechs Jahre lang war er ab 1995 künstlerischer Leiter des JazzFest Berlin. In den 1990er Jahren hatte er ein Quartett mit Reto Weber, Bruno Spoerri und Ernst Reijseger (bzw. Christy Doran). Später trat er dann mit dem Reto Weber Percussion Ensemble und Chico Freeman auf sowie einem eigenen, konventionell besetzten Quintett, zu dem neben Wolfgang Dauner, Wolfgang Haffner,
Dieter Ilg auch Christof Lauer zählte. Zuletzt arbeitete Mangelsdorff oft mit der NDR-Bigband zusammen. Mit dem Pianisten und Keyboarder Wolfgang Dauner war er von 1982 bis 2004 als Duo unterwegs. Es gab noch ein Trio mit Eberhard Weber und
Reto Weber, manchmal auch als Quartett mit Chico Freeman.
Am Morgen des 25. Juli 2005 starb Mangelsdorff im Alter von 76 Jahren in seiner Heimatstadt Frankfurt am Main an den Folgen der Leukämie. Er hinterließ seine Frau Ilo und seinen Sohn Ralph, der ebenfalls als Musiker (Sänger) und als promovierter Biologe an der Goethe-Universität Frankfurt Main tätig ist. Das Grab Mangelsdorffs befindet sich auf dem Frankfurter Hauptfriedhof.

## Bedeutung
Mangelsdorff gilt als wichtiger Innovator des Posaunenspiels des Jazz und als der erste Jazz-Musiker, der auf einem Blasinstrument abendfüllende Solokonzerte geben konnte. Keiner vor ihm beherrschte in der Soloimprovisation auf der Posaune das Prinzip der Inside-Outside-Improvisation so gut wie er. Vor allem kultivierte er das mehrstimmige Spiel auf der Posaune und machte diese Spielweise wieder bekannt. Allerdings war ihm die Technik zweitrangig. Die perfekte Beherrschung des Instruments war für ihn lediglich eine notwendige Voraussetzung für die spontane Improvisation. Es war seine Gewohnheit, täglich mehrere Stunden zu üben. Mangelsdorff hatte auch eine besondere Affinität zum Vogelgesang und konnte als Hobby-Ornithologe viele Arten von Vögeln unterscheiden. Der Gesang der Vögel war für ihn ein Klangideal und stetes Vorbild für seine Musik. Er gleicht darin Musikern wie Olivier Messiaen, der den Vogelgesang am frühen Morgen mit der letzten Stimme des Paradieses verglich.
In der Jazz-Kritiker-Umfrage des amerikanischen Jazzmagazins Down Beat im Jahr 1980 wurde Mangelsdorff zum besten Jazz-Posaunisten gewählt. Doch trotz seiner vielen Auszeichnungen und Ehrungen blieb Mangelsdorff immer eine vorsichtig zurückhaltende, sympathische Persönlichkeit. 1993 wurde er zum Honorarprofessor für Jazz an der Hochschule für Musik und darstellende Kunst in Frankfurt ernannt. Während seiner Karriere spielte er mehr als 100 Schallplatten und CDs ein. Mangelsdorff war einer der ersten deutschen Jazzmusiker, die ausschließlich vom Jazz leben konnten.

### Mehrstimmige Spielweise
Unverwechselbar war seine Technik des mehrstimmigen Spiels durch normales Anblasen eines Tons und gleichzeitiges Singen in das Mundstück. Durch Differenztonbildung von unterschiedlich gespieltem und hineingesungenem Ton entstehen Obertöne (Multiphonics), die so stark hörbar sind, dass Akkorde erklingen können. Während der 1970er beherrschte diese Kunst kein anderer Jazz-Musiker so virtuos wie Mangelsdorff; vergleichbar mit Vinko Globokar in der Neuen Musik. Diese spezielle Technik wurde ursprünglich von Hornisten des 19. Jahrhunderts entwickelt. Mangelsdorff entdeckte sie wieder (sein Lehrer Fritz Stähr, der diese Technik ebenfalls beherrschte, hatte ihn darauf aufmerksam gemacht) und propagierte sie, indem er regelmäßig in seinen Soli und auch in der Vorstellung von Themen auf sie zurückgriff. Heute beherrschen gute Jazz-Blechbläser standardmäßig diese Spielweise.

### Bedeutung für die europäische Jazz-Szene
Mangelsdorff war nach dem Zweiten Weltkrieg entscheidend am Wiederaufbau der Jazzszene in Deutschland und an der Emanzipation des europäischen Jazz von dem bis etwa 1965 vorherrschenden, Musizierhaltung und Improvisation bestimmenden amerikanischen Vorbild beteiligt. Seine Stilistik und Tonsprache gelten demgegenüber als eigenständig.
Mit französischen Jazzmusikern, insbesondere mit Jean-François Jenny-Clark leitete Mangelsdorff von 1981 bis zu seinem Tod das Deutsch-Französische Jazz Ensemble, das Nachwuchsmusikern aus Deutschland und Frankreich die Möglichkeit zum gemeinsamen Spiel gab. Ihm zu Ehren vergibt die Deutsche Jazzunion seit 1994 den von der GEMA-Stiftung und der GVL gestifteten Albert-Mangelsdorff-Preis.

### Nachlass

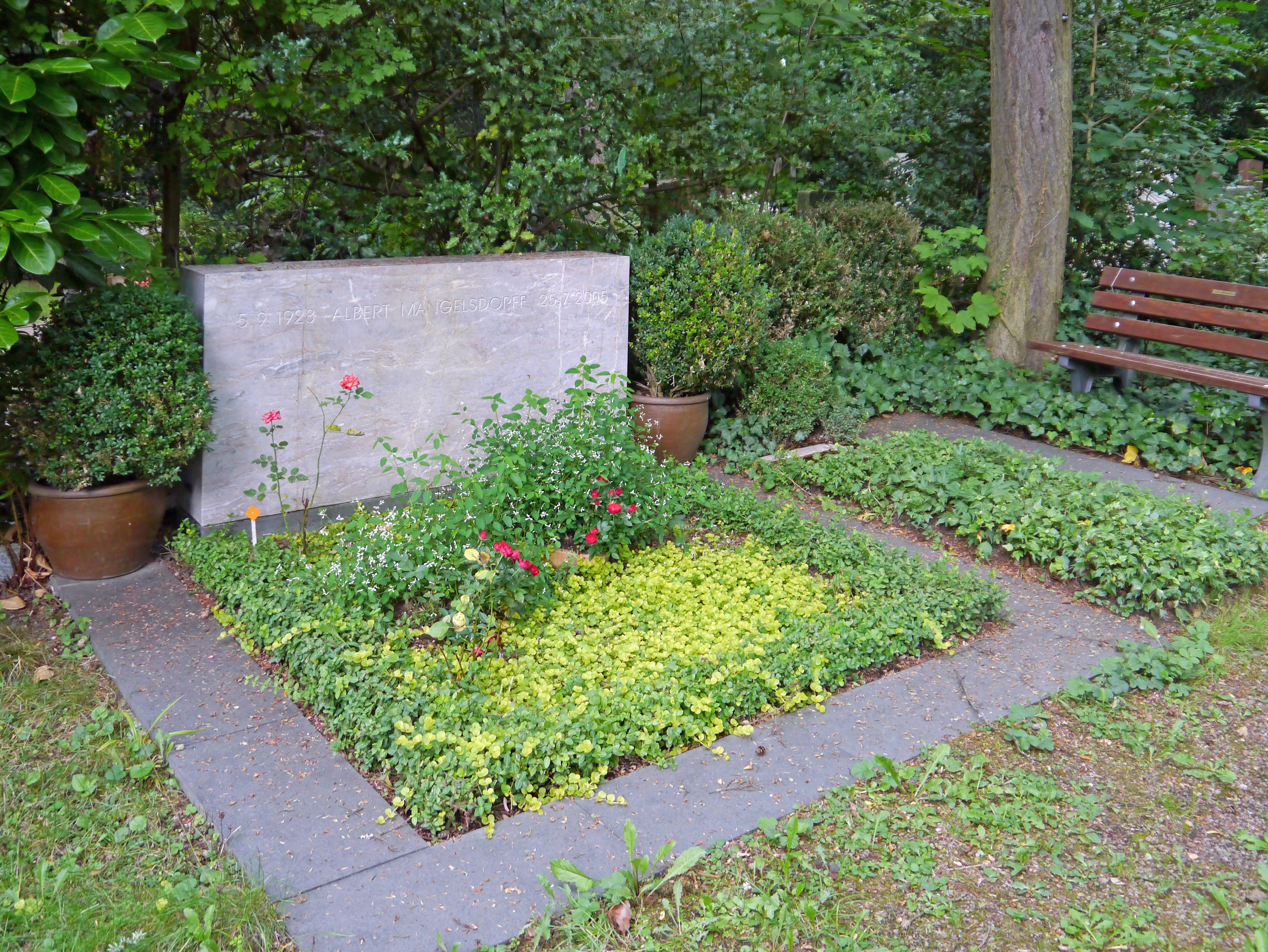
Albert Mangelsdorff-Grab auf dem Frankfurter Hauptfriedhof, mit Besucherbank

Den künstlerischen Nachlass des verstorbenen Musikers hat die Stadt Frankfurt am Main übernommen. Es handelt sich um sechs Kisten mit Noten, etwa 1500 Tonträger und Instrumente sowie Akten mit der Korrespondenz. Man plant nach dpa-Meldungen, daraus den Grundstock für ein nach dem großen Sohn der Stadt benanntes Jazzarchiv zu machen.

## Diskografie (Auswahl)
- David Amram – Albert Mangelsdorff Group, Azetate 1954, David Amram french horn, Albert Mangelsdorff trombone, Attila Zoller guitar(3,5) piano (4), Harry Schell bass, Karl Sanner drums.
- Jutta Hipp Arthaus-Jazzhaus 1952/1955, Jutta Hipp, Albert Mangelsdorff, Attila Zoller, Hans Koller, Harry Schell, Joki Freund, Karl Sanner, Rudi Sehring.
- Mainhattan Modern (Aufnahmen 1955–63)
- Albert Mangelsdorff & Attila Zoller: Jazz-Salon Dortmund 1957; Metronome MEP 1136; Attila Zoller (g), Albert Mangelsdorff (tb). 1957
- Albert Mangelsdorff und seine Frankfurt All Stars feat. Hans Koller: Rhein-Main-Jump; Jazztone J1246; Emil Mangelsdorff (as), Hans Koller (ts), Joki Freund (ts), Karl Blume (bs), Pepsi Auer (p), Peter Trunk (b), Rudi Sehring (dr), Albert Mangelsdorff (tb). 1958
- Albert Mangelsdorff-Jazztett: A Ball With Al; Philips 760001PV (EP); Dusko Goykovich (tp), Emil Mangelsdorff (as), Joki Freund (ts), Pepsi Auer (p), Peter Trunk (b), Rudi Sehring (dr), Albert Mangelsdorff (tb). 1958
- Albert Mangelsdorff und das Jazzensemble des Hessischen Rundfunks: Die Opa Hirchleitner-Story; Brunswick EPB10815 (EP); Dusko Goykovich (tp), Emil Mangelsdorff (as), Joki Freund (ts), Pepsi Auer (p), Peter Trunk (b), Rudi Sehring (dr), Albert Mangelsdorff (tb, gt). 1958
- Albert Mangelsdorff-Jazztett: Modern Jazz; Neckermann 944/13 (EP); Dusko Goykovich (tp), Emil Mangelsdorff (as), Joki Freund (ts), Pepsi Auer (p), Peter Trunk (b), Rudi Sehring (dr), Albert Mangelsdorff (tb, gt). 1958
- John Lewis feat. Albert Mangelsdorff & The Zagreb Jazz Quartet: Animal Dance; Atlantic SD1402 (CD: Atlantic Records AMCY 1100); Albert Mangelsdorff (tb), John Lewis (p), Karl Theodor Geier (b), Silvije Glojnarić (dr). 1962
- Albert Mangelsdorff Quintett: Tension; CBS 62336,L+R LR41001; CD:CDLR71002; Günther Kronberg (as, brs), Heinz Sauer (ts), Günter Lenz (b), Ralf Hübner (dr), Albert Mangelsdorff (tb). 1963
- Albert Mangelsdorff Quintett: Now Jazz Ramwong; CBS 62398 L+R LR41007; CD: CDLR 71001; Günther Kronberg (as, brs), Heinz Sauer (ts, ss), Günter Lenz (b), Ralf Hübner (dr), Albert Mangelsdorff (tb). 1964
- Jazzensemble des Hessischen Rundfunks: Atmospheric Conditions Permitting; ECM 517 354-2. 1967–1993
- Albert Mangelsdorff Quintett: Folk Mond & Flower Dream; CBS 63162; Günther Kronberg (as), Heinz Sauer (ts, ss), Günter Lenz (b), Ralf Hübner (dr), Albert Mangelsdorff (tb). 1967
- Attila Zoller / Lee Konitz / Albert Mangelsdorff): Zo-Ko-Ma mit Barre Phillips (b), Stu Martin (dr). MPS 15 170. 1967
- The German All Stars: The German All Stars – Live At The Domicile Munich; CBS S66217; Albert Mangelsdorff (leader, tb), Ack van Rooyen (tp), Manfred Schoof (tp), Rudi Fuesers (tb), Rolf Kühn (cl), Emil Mangelsdorff (as, fl), Gerd Dudek (ts), Heinz Sauer (ts), Willi Johanns (voc), Wolfgang Dauner (p), Günter Lenz (b), Ralf Hübner (dr). 1968
- Albert Mangelsdorff und das Jazzensemble des Hessischen Rundfunks: Wild Goose; MPS 15229; Emil Mangelsdorff (as, fl), Heinz Sauer (ts, as), Joki Freund (ts, ss, arr) Günter Kronberg (as, brs), Günter Lenz (b), Ralf Hübner (dr, darbouka, tamb), Albert Mangelsdorff (tb), Colin Wilkie (vcl, g), Shirley Hart (vcl). 1969
- Albert Mangelsdorff And His Friends: Albert Mangelsdorff And His Friends; MPS 15210, 68068; Duo-Aufnahmen mit Don Cherry, Lee Konitz, Elvin Jones, Karl Berger, Wolfgang Dauner, Attila Zoller. 1967–1969
- Albert Mangelsdorff – John Surman: Room 1220; Konnex Records KCD 5037; Niels-Henning Ørsted Pedersen (b), Daniel Humair (dr), Eddie Louis (org), John Surman (bs), Albert Mangelsdorff (tb). 1970
- Albert Mangelsdorff-Quartett: Never Let It End, MPS; Heinz Sauer (ts, as), Günter Lenz (b), Ralf Hübner (dr), Albert Mangelsdorff (tb). 1970
- Albert Mangelsdorff-Quartett: Diggin' – Live AT Dug, Tokyo; Three Blind Mice TBM5; Besetzung wie Let It Never End. 1971
- Mangelsdorff – Whigham – Persson – Hampton: Trombone Workshop; MPS; Jiggs Whigham (tb), Ake Persson (tb), Slide Hampton (tb), Albert Mangelsdorff (tb), George Gruntz (p), Isla Eckinger (b), Tony Inzalaco (dr). 1971
- Elements; FMP; mit Peter Brötzmann, Fred Van Hove, Han Bennink. 1971
- Swiss Radio Jazz live Vol. 3 European Trends; mit Karl Berger, Karin Krog, Albert Mangelsdorff, Zbigniew Seifert, Francois Janneau, Enrico Rava. 1972
- Volker Kriegel: Inside: Missing Link mit: Volker Kriegel (eg, ag, sitar), Albert Mangelsdorff (tb), Alan Skidmore (ss, ts), Heinz Sauer (ts), John Taylor (ep), Eberhard Weber (b), Cees See (fl, perc, v, effects), John Marshall (dr), Peter Baumeister (dr), supervised by Albert Mangelsdorff & Dieter von Goetze. MPS 15 362. 1972
- Trombirds; MPS; (solo). 1972
- Birds of Underground; (Quintett mit Buschi Niebergall, Peter Giger, Heinz Sauer, Gerd Dudek) MPS; 1973
- The Wide Point; MPS (mit Palle Danielsson (b) und Elvin Jones (dr)). 1974
- Tromboneliness; MPS (solo). 1976
- Trilogue, Live at the Berlin Jazz Days; MPS 0068.175, mit Jaco Pastorius (b) und Alphonse Mouzon(d). 1976
- MUMPS: A Matter of Taste; MPS (Albert Mangelsdorff (tb, g, vcl), John Surman (bs, bcl, ss, p, synth), Barre Phillips (b, vcl), Stu Martin (dr, synth)). 1977
- A Jazz Tune I Hope mit Wolfgang Dauner (p), Eddie Gomez (b), Elvin Jobes (dr), produced by Joachim Ernst Berendt. MPS 15 528. 1979
- Triplicity; SKIP (mit Arild Andersen (b) und Pierre Favre (dr)). 1979
- Albert Live in Montreux; MPS (mit Jean-François Jenny-Clark (b), Ronald Shannon Jackson (dr)) 1980
- Albert Mangelsdorff Solo; MPS. 1982
- Two Is Company; Mood (mit Wolfgang Dauner). 1982
- Art of the Duo; Enja; (mit Lee Konitz). 1983
- Andrea Centazzo-Mitteleuropa-Orchestra Doctor Faustus; Ictus mit Albert Mangelsdorff (tb), Enrico Rava (tp), Gianluigi Trovesi (as, bcl), Theo Jörgensmann (cl) Franz Koglmann (tp), u. a. 1980–1983
- Hot Hut; EMI (mit Dauner (p), Anders Jormin (b), Elvin Jones (dr)). 1985
- Moon at Noon; EMI (mit Dauner & Family of Percussion). 1987
- Art of The Duo; enja (mit Lee Konitz). 1988
- Purity; Mood (solo). 1990
- Albert Mangelsdorff & Members of Klaus Lage Band Rooty Toot. März 1990
- Albert Mangelsdorff, Eric Watson, John Lindberg Dodging Bullets; Black Saint. 1992
- Mangelsdorff/John Lindberg/Ed Thipgen/Eric Watson Quartet: Afterstorm; Black Saint. 1993
- Albert Mangelsdorff & Reto Weber Percussion Orchestra: Live at Montreux; double moon; (mit den Perkussionisten R. Weber, Nana Twum Nketia, Keyvan Chemirani). 1994
- Mangelsdorff-/Wolfgang Dauner-Quintett: Hut Ab! 1997
- Shake, Shuttle And Blow; Enja (mit Bruno Spoerri, Reto Weber, Christy Doran). 1999
- United Jazz + Rock Ensemble… Plays Albert Mangelsdorff; Mood. 1999
- Old Friends; Act (mit Klaus Doldinger, Schoof, Dauner, Eberhard Weber und Wolfgang Haffner). 2000
- Music for Jazz Orchestra; SKIP (mit der NDR Big Band). 2003
- Albert Mangelsdorff, Alois Kottmann Begegnung Collegium Instrumentale Alois Kottmann. Melisma 7239-2, Oestrich-Winkel.
- Jazzensemble des Hessischen Rundfunks: Perpetual Questions; hrmj 1996–2004

## Bücher
- Anleitung zur Improvisation für Posaune. Schott, Mainz 1965.
- Frankfurt am Main: Jazzmusik und grüne Soss. Mit 35 Fotos von Erhard Pansegrau. Eulen-Verlag, Freiburg i. Br. 1990, ISBN 3-89102-218-2.
- mit Bruno Paulot: Gespräche. Oreos-Verlag, Waakirchen 1993, ISBN 3-923657-42-0.

## Auszeichnungen
- Deutscher Schallplattenpreis (1976) (Moderner Jazz Deutscher Schallplattenpreis)
- Weltbester Posaunist Melody Maker (1977)
- Künstler des Jahres Deutscher Schallplattenpreis 1978 Deutsche Phono-Akademie
- Deutscher Schallplattenpreis 1978 / Solist/Ensemble-Jazz national
- Weltbester Jazzposaunist Down Beat (1980)
- Bundesverdienstkreuz (1982)
- Hessischer Kulturpreis (1984)
- Europäischer Jazzmusiker des Jahres (mehrfach)
- Frankfurter Musikpreis (1986)
- Goetheplakette der Stadt Frankfurt am Main (1991)
- Hessischer Verdienstorden (1998)
- Paul-Hindemith-Preis für Kunst und Menschlichkeit der Stadt Hanau (2000)
- Großes Verdienstkreuz des Verdienstordens der Bundesrepublik Deutschland (2002)
- Chevalier de l’Ordre des Arts et des Lettres (2002)
- Prix Bobby Jaspar (2002)
- Mangelsdorffs Porträt auf der Frankfurter Treppe, einer Galerie verdienter      Frankfurter Bürger
- Albert Mangelsdorff Foyer, Alte Oper Frankfurt, 2008[5]
- Albert-Mangelsdorff-Weiher in der Bockenheimer Anlage, Frankfurt, (2013)[6]

## Filme / Hörfunk
- Die Posaune des Jazz (2005) von Thorsten Jeß[7]
- Die Albert-Mangelsdorff-Rolle, WDR, 4,5 Std. Regie: Michael Rüsenberg und Christian Wagner. Erstausstrahlung: 3. September 2000 in der Rockpalast-Nacht
- Oh Horn! Albert Mangelsdorff – Posaune von Lucie Herrmann, 1980/81, 58 Min.(Produktion: Lucie Herrmann)
- Vor 5 Jahren: Tod des Posaunisten Albert Mangelsdorff. „Zeitzeichen“. Sendung des WDR-Hörfunk (verschiedene Sendetermine), Dauer: 15 min.Zusammenfassung des Beitrags (mit weiterführenden Links)